# Альдобрандини, Сильвестро
Сильвестро Альдобранди́ни (итал. Silvestro Aldobrandini; 1587, Рим, Папская область — 28 января 1612, там же) — итальянский кардинал. Кардинал-племянник. Кардинал-дьякон с 17 сентября 1603, с титулярной диаконии Сан-Чезарео-ин-Палатио с 5 ноября 1603 по 28 января 1612.

## Ранние годы и образование
Родился Сильвестро Альдобранди́ни в 1587 году, в Риме. Сын Джанфранческо Альдобрандини и Олимпии ди Пьетро. Его имя также указано как Сальвестро. Брат кардинала Ипполито Альдобрандини младшего (1621), племянник кардинала Пьетро Альдобрандини (1593) и кардинала Чинцио Пассери Альдобрандини (1593), внучатый племянник Папы Климента VIII (1592—1605) и кардинала Джованни Альдобрандини (1570). Другими кардиналами семьи были Баччо Альдобрандини (1652) и Алессандро Альдобрандини (1730).
Изучал латынь, греческий язык и литературу.
В 1598 году стал рыцарем Мальтийского ордена. Приор в Риме Ордена Святого Иоанна Иерусалимского. Генерал-капитан папской гвардии, губернатор Борго, кастелян из замка Святого Ангела, кастелян крепости Анкона с 28 сентября 1601 года по 17 сентября 1603 года, когда он подал в отставку со всех своих постов.
Где, когда и кем был рукоположен в священники информация была не найдена.

## Кардинал
Возведён в кардинала-дьякона на консистории от 17 сентября 1603 года, с разрешением на то, что он ещё не достиг канонического возраста и что в Священной Коллегии кардиналов есть его два дяди, получил красную шляпу и титулярную диаконию Сан-Чезарео-ин-Палатио с 5 ноября 1603 года. Кардинал-племянник. Губернатор Сан-Северино с 9 июня 1604 по 1607. 
Участвовал в первом Конклаве 1605 года, который избрал Папу Льва XI. Участвовал во втором Конклаве 1605 года, который избрал Папу Павла V.
Скончался кардинал Сильвестро Альдобрандини 28 января 1612 года, в Риме. Похоронен в семейной капелле в церкви Санта-Мария-сопра-Минерва, в Риме.